# Tunel Bikoš
Tunel Bikoš je rozestavěný tunel na Slovensku s délkou 1 155 metrů, který se bude nacházet na rychlostní silnici R4 v úseku Prešov, severní obchvat I. etapa (Prešov, Sever – Prešov, Západ). Spolu s tunelem Okruhliak v sousedním úseku a tunelem Prešov na dálnici D1 dotváří kompletní trojici prešovských dálničních tunelů, budovaných v rámci obchvatu třetího největšího města na Slovensku. Bikoš je proražený pod úpatím stejnojmenného vrchu v Spišsko-šarišském medzihorí. Výstavba 1. etapy Severního obchvatu města Prešov začala v červenci 2019. Vítězem soutěže na zhotovení tohoto úseku R4 se stalo Sdružení Váhostav–SK – TuCon – R4 Severní obchvat Prešova. Smluvní hodnota celého stavebního díla, včetně tunelu, činí 142 876 816 EUR bez DPH.
S ražením tunelu se začalo 5. června 2020, slavnostně byl proražen 27. května 2021 a v úplné podobě má být odevzdán do definitivního užívání motoristické veřejnosti v roce 2023.

## Technické údaje
Tunel Bikoš je projektován pro silniční dopravu. Tvoří ho dvě tunelové roury, levá (západní) a pravá (východní), které budou trvale provozovány jednosměrně. Orientace trasy tunelu podle světových stran je v ose jih – sever, podle které se rozlišuje označení portálů tunelu. Návrhová rychlost v tunelu je 100 km/h. Celková délka pravé tunelové roury je 1164,5 m a levé tunelové roury 1144,5 m. Podélný sklon obou tunelových rour je navržen jako jednosměrný, s klesáním od jižního portálu, směrem k severnímu portálu v sklonu 1,49 % (PTR) a 1,5 % (LTR). Příčný sklon obou tunelových rour je jednotný, 2,5 %. Protipožární výklenky (PV) s hydranty jsou navrhnuty vždy nalevo ve směru jízdy, ve vzdálenosti max. 150 m. SOS výklenky jsou navrhnuty vždy vpravo ve směru jízdy, ve vzájemné vzdálenosti max. 150 m. V každé tunelové rouře se bude nacházet 7 PV a 7 SOS výklenků. Mezi další vybavení tunelu patří cementobetonová vozovka, samostatné odvodnění vozovky, akumulační havarijní nádrž či drenážní odvodnění horninových vod. Součástí bude také bezpečnostní vybavení, jako zavodněný požární vodovod, akumulační nádrže požárního vodovodu, automatická tlaková stanice, technologická centrála tunelu a technologické vybavení tunelu. Vozovka bude cementobetonová, se samostatným odvodněním. Tunel je ražený novou rakouskou tunelovací metodou (NRTM) s použitím mechanického rozpojování vrto-trhacími pracemi. Klesá od jižního portálu směrem k severnímu portálu v sklonu 1,49 % (PTR) a 1,5 % (LTR). Příčný sklon obou tunelových rour je jednotný, 2,5 %.
Motoristům by měl ušetřit přibližně 10 minut.